# Georges Servières
Georges Servières  (de son vrai nom Georges Serrurier), né le 13 octobre 1858 à Fréjus et mort le 25 juillet 1937 à Paris, est un musicologue et critique musical français du XXe siècle.

## Ouvrages
- Richard Wagner jugé en France, Librairie Illustrée, 1887 (?). texte sur wikisource
- Tannhäuser à l'Opéra en 1861, Paris, Fischbacher, 1895.
- Biographies de musiciens parues dans la collection « Les Musiciens Célèbres », Paris, Librairie Renouard /Henri Laurens, Éditeur :
  - Weber, biographie critique, illustrée de douze reproductions hors texte, vers 1910.
  - Gabriel Fauré, 1930 illustré de 12 gravures hors texte - Étude critique.
  - Édouard Lalo, s.d.
- Collection « Les Maîtres de la Musique », Paris, Librairie Félix Alcan,
  - Saint-Saëns, 1923
  - Emmanuel Chabrier 1841-1894, 1912.
- La Décoration artistique des buffets d'orgues, éd. G. Van Oest, Paris et Bruxelles, 1928.
- Cités d'Allemagne, Paris, Charpentier 1902.
- Dresde, Freiberg et Meissen, collection « Les villes d'art célèbres », 119 gravures, éditeur H. Laurens, 1911 -
- L'Allemagne française sous Napoléon Ier, d'après des documents inédits tirés des archives nationales et des archives des Affaires Étrangères, avec une carte dépliante hors-texte des territoires annexés, Paris, Perrin et Cie, 1904. Texte sur Gallica, prix Thérouanne de l'Académie française en 1905
- Épisodes d'Histoire musicale, Paris, Librairie Fischbacher, 1914.
- Divers :
  - Rémiette., Paris, Ernest Kolb, s.d.
  - Roseline - Mœurs contemporaines,  avec 2 gravures en bistre de Boutet, Paris, E. Giraud et Cie, 1885. Texte sur Gallica

## Articles
Parmi les nombreuses revues auxquelles Georges Servières a collaboré, citons :
- Le Ménestrel,
- Le Guide musical,
- La Revue musicale,
- La Tribune de Saint-Gervais,
- La Gazette des Beaux-Arts,
- La Revue d'art dramatique.

## Traductions
Georges Servières a traduit en français des livrets d'opéras allemands :
- Der Freischütz, opéra en trois actes, musique de Carl Maria von Weber, traduction du poème de Johann Friedrich Kind, précédée d'un historique de l'œuvre et de ses adaptations françaises, Fischbacher, Floury, Paris, 1913.
- Richard Wagner, Tannhäuser, livret du compositeur.